# Euplexidia noctuiformis
Euplexidia noctuiformis är en fjärilsart som beskrevs av George Francis Hampson 1896. Euplexidia noctuiformis ingår i släktet Euplexidia och familjen nattflyn. Inga underarter finns listade i Catalogue of Life.